# Блу-Ридж (Джорджія)
Блу-Ридж (англ. Blue Ridge) — місто (англ. city) в США, в окрузі Феннін штату Джорджія. Населення — 1253 особи (2020).

## Географія
Блу-Ридж розташований за координатами 34°51′57″ пн. ш. 84°19′24″ зх. д. / 34.86583° пн. ш. 84.32333° зх. д. (34.865798, -84.323386).  За даними Бюро перепису населення США в 2010 році місто мало площу 6,17 км², уся площа — суходіл. В 2017 році площа становила 6,78 км², уся площа — суходіл.

### Клімат
| Клімат : Блу-Ридж       | Клімат : Блу-Ридж | Клімат : Блу-Ридж | Клімат : Блу-Ридж | Клімат : Блу-Ридж | Клімат : Блу-Ридж | Клімат : Блу-Ридж | Клімат : Блу-Ридж | Клімат : Блу-Ридж | Клімат : Блу-Ридж | Клімат : Блу-Ридж | Клімат : Блу-Ридж | Клімат : Блу-Ридж | Клімат : Блу-Ридж |
| Показник                | Січ.              | Лют.              | Бер.              | Квіт.             | Трав.             | Черв.             | Лип.              | Серп.             | Вер.              | Жовт.             | Лист.             | Груд.             | Рік               |
| Абсолютний максимум, °C | 23,3              | 25,6              | 29,4              | 32,8              | 34,4              | 37,8              | 39,4              | 38,3              | 36,7              | 33,3              | 28,3              | 24,4              | 39,4              |
| Середній максимум, °C   | 10,0              | 12,2              | 16,1              | 21,7              | 25,6              | 28,9              | 31,1              | 30,6              | 27,2              | 22,2              | 16,7              | 11,1              | 21,2              |
| Середня температура, °C | 3,3               | 5,0               | 8,9               | 13,3              | 17,8              | 21,7              | 24,4              | 23,9              | 20,0              | 13,9              | 8,9               | 4,4               | 13,8              |
| Середній мінімум, °C    | −3,3              | −2,2              | 1,1               | 4,4               | 9,4               | 14,4              | 17,2              | 16,7              | 12,2              | 5,6               | 1,1               | −2,2              | 6,2               |
| Абсолютний мінімум, °C  | −26,7             | −20,6             | −16,7             | −8,3              | −1,7              | 2,8               | 8,3               | 7,8               | −1,1              | −7,2              | −18,3             | −22,2             | −26,7             |
| Норма опадів, мм        | 147               | 140               | 163               | 124               | 127               | 117               | 137               | 122               | 114               | 84                | 127               | 127               | 1529              |
| ----------------------- | ----------------- | ----------------- | ----------------- | ----------------- | ----------------- | ----------------- | ----------------- | ----------------- | ----------------- | ----------------- | ----------------- | ----------------- | ----------------- |
| Джерело:                |                   |                   |                   |                   |                   |                   |                   |                   |                   |                   |                   |                   |                   |

## Демографія
Згідно з переписом 2010 року, у місті мешкало 1290 осіб у 523 домогосподарствах у складі 306 родин. Густота населення становила 209 осіб/км².  Було 638 помешкань (103/км²).
Расовий склад населення:
| - 94,3 % — білих - 1,2 % — чорних або афроамериканців - 0,5 % — азіатів - 0,2 % — корінних американців - 2,9 % — осіб інших рас |

До двох чи більше рас належало 1,0 %. Частка іспаномовних становила 4,5 % від усіх жителів.
За віковим діапазоном населення розподілялося таким чином: 19,8 % — особи молодші 18 років, 56,8 % — особи у віці 18—64 років, 23,4 % — особи у віці 65 років та старші. Медіана віку мешканця становила 44,7 року. На 100 осіб жіночої статі у місті припадало 87,5 чоловіків;  на 100 жінок у віці від 18 років та старших — 87,3 чоловіків також старших 18 років.
Середній дохід на одне домашнє господарство  становив 41 501 долар США (медіана — 32 895), а середній дохід на одну сім'ю — 50 993 долари (медіана — 41 420). За межею бідності перебувало 23,9 % осіб, у тому числі 13,1 % дітей у віці до 18 років та 17,4 % осіб у віці 65 років та старших.
Цивільне працевлаштоване населення становило 565 осіб. Основні галузі зайнятості: науковці, спеціалісти, менеджери — 17,3 %, роздрібна торгівля — 17,2 %, освіта, охорона здоров'я та соціальна допомога — 12,7 %, мистецтво, розваги та відпочинок — 11,9 %.